# Jens Bisky

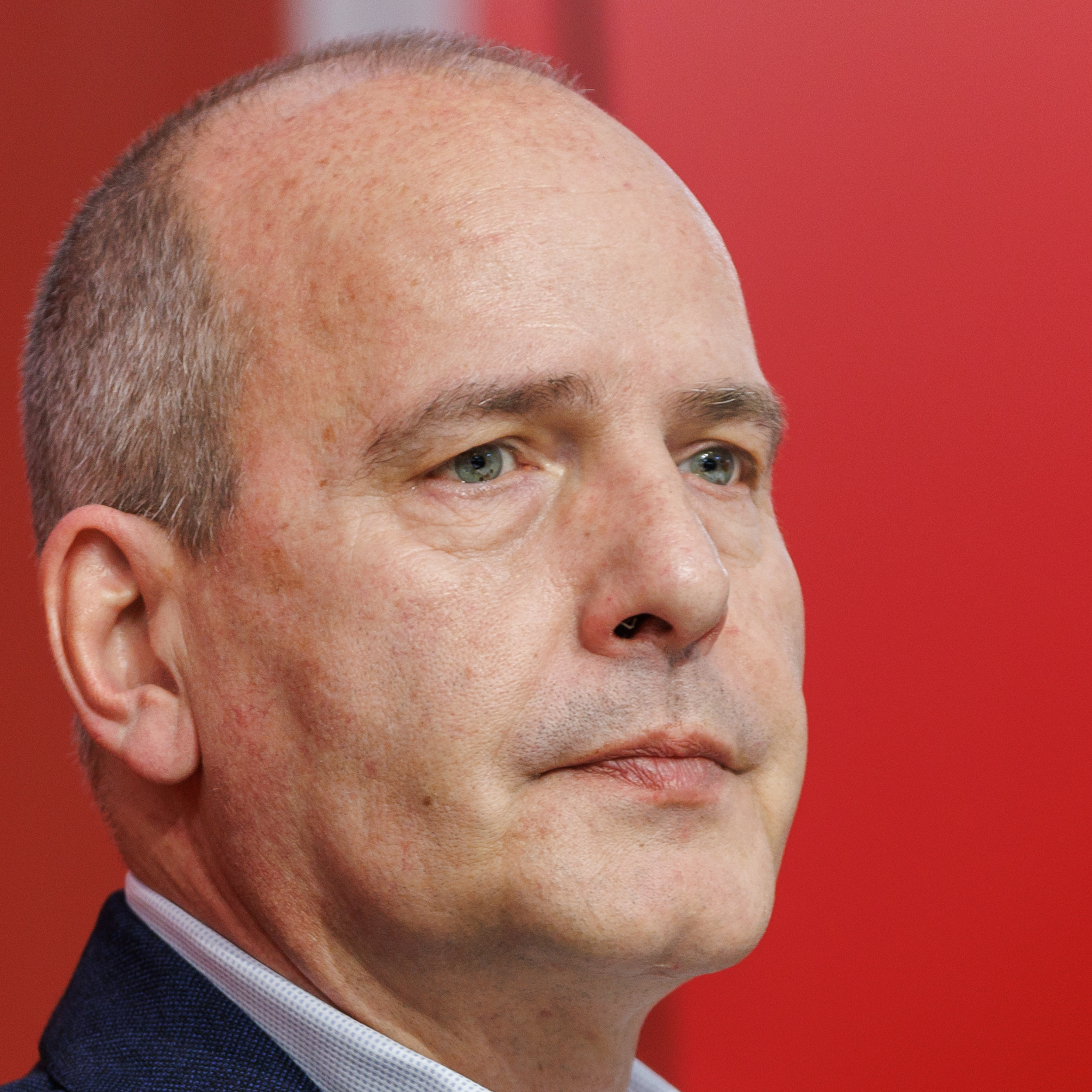
Jens Bisky auf der Leipziger Buchmesse 2025

Jens Bisky (* 13. August 1966 in Leipzig) ist ein deutscher Journalist und Autor.

## Leben
Jens Bisky ist der älteste Sohn des Kulturwissenschaftlers und späteren PDS-Politikers Lothar Bisky (1941–2013) und dessen Frau Almuth, geb. Hocke (1943–2016); ein jüngerer Bruder ist der Maler Norbert Bisky. Er besuchte die Erweiterte Oberschule Immanuel Kant in Berlin, er war in seiner Klasse FDJ-Sekretär. Nach dem Abitur wurde Bisky Mitglied der SED und leistete ab 1985 einen freiwillig verlängerten Wehrdienst als Soldat auf Zeit bei der Nationalen Volksarmee ab, den er als Leutnant beendete. In seiner 2004 publizierten Autobiografie Geboren am 13. August. Der Sozialismus und ich beschrieb er, wie er zu dieser Zeit seine Homosexualität verheimlichte. Nach dem Wehrdienst arbeitete er 1989/1990 beim Jugendrundfunksender DT64 in Berlin.
Danach absolvierte Bisky ein Studium der Kulturwissenschaft und der Germanistik, das er mit dem Magister artium beendete. Anschließend promovierte er an der Humboldt-Universität mit einer Arbeit zur klassizistischen und romantischen Architekturästhetik. Sie trägt den Titel Poesie der Baukunst und wurde mit dem Humboldt-Preis der Universität ausgezeichnet.
Bisky trat in die Feuilleton-Redaktion der Süddeutschen Zeitung ein und wurde Mitglied des PEN-Zentrums Deutschland. Nach seinem Austritt dort war er Gründungsmitglied des PEN Berlin. Seit 2021 gehört er zur Redaktionsleitung von Mittelweg 36 und von Soziopolis, Zeitschriften des Hamburger Instituts für Sozialforschung.

## Auszeichnungen
- 2017: Johann-Heinrich-Merck-Preis für literarische Kritik und Essay
- 2025: Shortlist Preis der Leipziger Buchmesse für Die Entscheidung.[6]

## Veröffentlichungen
- Poesie der Baukunst: Architekturästhetik von Winckelmann bis Boisserée. Weimar 2000, ISBN 3-7400-1119-X.
- Geboren am 13. August: Der Sozialismus und ich. Berlin 2004, ISBN 3-87134-507-5.
- Die deutsche Frage: Warum die Einheit unser Land gefährdet. Berlin 2005, ISBN 3-87134-526-1.
- Kleist: Eine Biographie. Rowohlt Berlin, Berlin 2007, ISBN 978-3-87134-515-9.
- Unser König: Friedrich der Große und seine Zeit. Ein Lesebuch. Rowohlt Berlin, Berlin 2011, ISBN 978-3-87134-721-4.
- Jens Bisky, Torsten Buß und Enrico Lübbe (Hrsg.): Du weißt ja nicht, was die Zukunft bringt. Die Expertengespräche zu „Die Schutzflehenden/Die Schutzbefohlenen“ am Schauspiel Leipzig. Theater der Zeit, Berlin 2016, ISBN 978-3-95749-080-3.
- Berlin. Biographie einer großen Stadt. Rowohlt Berlin, Berlin 2019, ISBN 978-3-87134-814-3.
- Die Entscheidung. Deutschland 1929 bis 1934. Rowohlt Berlin, Berlin 2024. ISBN 978-3-7371-0125-7.